# Arkadij in Boris Strugacki
Brata Strugacki (rusko бра́тья Струга́цкие), ruska pisatelja in scenarista: 

Arkadij Natanovič Strugacki [arkádij natánovič strugácki] (Арка́дий Ната́нович Струга́цкий), * 28. avgust 1925, Batumi, Sovjetska zveza (sedaj Gruzija), † 12. oktober 1991, Sankt Peterburg 

Boris Natanovič Strugacki [bóris natánovič] (Бори́с Ната́нович), * 15. april 1933, Leningrad, † 19. november 2012, Sankt Peterburg.

## Življenje in delo
Brata Strugacki, kakor ju po navadi imenujejo, veljata za klasika sodobne znanstvenofantastične in socialne književnosti in sta najbolj znana pisatelja te književne zvrsti v nekdanji Sovjetski zvezi. Občuduje ju mnogo privržencev. Nanju je vplivalo delo ruskega paleontologa, tafonomista in pisatelja ZF Jefremova (1907-1972). Njun najbolj znan roman Piknik na robu ceste (Пикник на обочине) je leta 1978 Tarkovski posnel v znamenitem filmu Stalker (Сталкер), leta 2007 pa je izšla računalniška igra S.T.A.L.K.E.R.: Shadow of Chernobyl, katere vsebina je delno vzeta iz njunega romana. Bondarčuk je med letoma 2008 in 2009 posnel film v 2. delih po predlogi njunega romana Naseljeni otok (Обитаемый остров). 
Arkadij je leta 1949 diplomiral na Moskovskem vojaškem inštitutu tujih jezikov s področja anglistike in japonistike. Do leta 1955 je kot prevajalec služil v oboroženih silah ZSSR. 
Boris je diplomiral iz astronomije na Mehansko-matematični fakulteti Lenigrajske državne univerze in delal na Observatoriju Pulkovo. Od leta 1960 sta bila oba poklicna pisatelja.
Arkadij je leta 1956 napisal prvo povest Pepel Bikinov (Пепел Бикини) še za časa služenja v vojski skupaj s Petrovom. Povest je posvečena dogodkom ob eksploziji vodikove bombe na atolu Bikini. Po besedah poljskega literarnega zgodovinarja Kajtocha povest predstavlja primer »antiimperialistične proze«, tipične za tisti čas. Januarja 1958 je v reviji Tehnika - molodjoži izšla prva znanstvenofanstastična povest Strugackov Od zunaj (Извне), ki sta jo kasneje avtorja razširila v roman.
V letu 1959 je izšla prva knjiga Strugackov - povest Dežela škrlatnih oblakov (Страна багровых туч). Povesti so sledila nadaljevanja: Pot na Amaltejo (Путь на Амальтею) (1960), Pripravniki  (Стажёры) (1962) in tudi kratke zgodbe njunega prvega zbornika Šest vžigalic (Шесть спичек) (1960). Te povesti predstavljajo začetek cikla del o bodočem vesolju Poldneva.
V tujini so prevedli več njunih del, vendar nikakor niso dosegla takšne pohvale in slave kot v domovini. Delno so krivi slabi prevodi, ki so poskušali prevajati pogovorno ruščino v jezik, ki ne podpira dobro svoje slovnične zgradbe. Drugi razlog je, da je za razlikovanje nasprotja in odklanjanja enoličnosti, ki je razvidno v vsakem delu Strugackih, absolutno nujno osnovno razumevanje okorelega nazora stalinistične oblike vladanja. Veliko smešnega izhaja iz kulturnih in književnih namigovanj, kot je to razvidno v delu Ponedeljek se začne v soboto (Понедельник начинается в субботу) iz leta 1964.
Vredno je omeniti, da sta brata Strugacki bila in sta še vedno priljubljena v mnogih državah, vključno s Poljsko in Nemčijo, kjer je moč dobiti njuna prevedena dela tako v Zahodni, kakor v Vzhodni Nemčiji. Leta 1989 je nemški režiser Fleischmann po njunem odličnem romanu Težko je biti bog (Трудно быть богом) posnel istoimenski film z izvirnim naslovom Es ist nicht leicht ein Gott zu sein. Kritiki so navajali, da niti približno ni dosegel kakovosti romana. German je leta 2006 posnel drugo različico filma z naslovom Zgodovina arkanarskega pokola (История арканарской резни), ki je trenutno v postprodukciji. Po romanu Težko je biti bog nastaja tudi računalniška igra domišljijskih vlog (RPG) z istim naslovom v založbi razvijalcev Burut Entertainment in Akella.

## Priznanja
Brata Strugacki sta bila leta 1987 častna gosta Svetovnega zborovanja ZF (Worldcona) v Brightonu v Angliji.

### Poimenovanja
Po njima se imenuje asteroid 3054 Strugackija, ki ga je leta 1977 odkril Černih.

## Izbrana dela

### Romani in povesti
- Od zunaj (Извне) (1958), povest,
- Dežela škrlatnih oblakov (Страна багровых туч) (1959), povest,
- Pot na Amaltejo (Путь на Амальтею) (1960), povest,
- Pripravniki (Tahmasib) (Стажёры) (1962), povest,
- Vrnitev (Poldan, 22. stoletje)  (Возвращение (Полдень, XXII век)) (1962), povest,
- Poskus bega (Попытка к бегству) (1962), povest,
- Oddaljena Raduga (Далекая Радуга) (1963),
- Bedni zli ljudje (Бедные злые люди) (1963),
- Težko je biti bog (Трудно быть богом) (1964),
- Ponedeljek se začne v soboto (Понедельник начинается в субботу) (1964),
- Grabežjive stvari stoletja (Хищные вещи века) (1965),
- Povest o Trojki (Сказка о Тройке) (1967),
- Drugi vpad marsovcev (Второе нашествие марсиан) (1967),
- Polž na strmini (Улитка на склоне) (1968),
- Grdi labodi (Гадкие лебеди) (1968),
- Pritlikavček (Малыш) (1971),
- Naseljeni otok (Обитаемый остров) (1971),
- Piknik na robu ceste (Пикник на обочине) (1972), (prevod Drago Bajt, Prešernova družba, Ljubljana 1983), (COBISS),
- Fant iz podzemlja (Парень из преисподней) (1973), povest,
- Hotel »Pri poginulem alpinistu« (Отель "У Погибшего Альпиниста") (1974),
- Mesto zapisano smrti (Град обречённый) (1975),
- Milijardo let do konca sveta (За миллиард лет до конца света) (1976-1977),
- Časovni pohajkovalci (Волны гасят ветер - Valovi gasijo veter) (1976), (prevod Robert Graden, Založniški atelje Blodnjak, Ljubljana 2002), (COBISS),
- Hrošč v mravljišču (Жук в муравейнике) (1979-1980), (prevod Drago Bajt, Tehniška založba Slovenije, Ljubljana 1986), (COBISS),
- Povest o družbi in nedružbi (Повесть о дружбе и недружбе) (1980),
- Hroma usoda (Хромая судьба) (1986),
- Preobremenjeni z zlom ali Štirideset let pozneje (Отягощённые злом, или Сорок лет спустя) (1988).

## Ekranizacije del
- Hotel »Pri poginulem alpinistu« ('Hukkunud Alpinisti' hotell) (1979, režija Grigori Kromanov),
- Stalker (Сталкер) (1979, režija Andrej Arsenjevič Tarkovski),
- Čarovnik (Чародеи) (1979, režija Konstantin Leonidovič Bromberg),
- Pisma mrtvega človeka (Письма мёртвого человека) (1986, režija Konstantin Sergejevič Lopušanski),
- Dnevi mrka (Дни затмения) (1988, režija Aleksander Nikolajevič Sokurov),
- Težko je biti bog (Es ist nicht leicht ein Gott zu sein) (1989, režija Peter Fleischmann),
- Skušnjava B. (Искушение Б.) (1990, režija Arkadij Sirenko),
- Pred koncem sveta (Prin to telos tou kosmou) (1996, režija Panagiotis Maroulis),
- Grdi labodi (Гадкие лебеди) (2006, režija Konstantin Sergejevič Lopušanski),
- Zgodovina arkanarskega pokola (История арканарской резни) (2008, režija Aleksej Jurjevič German),
- Naseljeni otok (Обитаемый остров) (2008/2009, režija Fjodor Sergejevič Bondarčuk).
- Ponedeljek se začne v soboto (Понедельник начинается в субботу) (????)